# スケネクタディ駅
スケネクタディ駅（英語：Schenectady Station）は、ニューヨーク州スケネクタディ エリー・ブールバード332にある駅。 全米各地を結ぶ旅客鉄道のアムトラックが乗り入れている。

## 停車列車
アムトラックの停車する列車は下記の通り。
シカゴとニューヨーク・ボストン間の夜行長距離列車レイクショア・リミテッド号…1日1往復停車（当駅にはシカゴ-ニューヨーク間・シカゴ-ボストン間の編成とも停車  オールバニ・レンセラー駅にてニューヨーク編成&ボストン編成を 連結/切り離し）
トロントとニューヨーク間の昼行国際列車メープルリーフ号…1日1往復停車
モントリオールとニューヨーク間の昼行国際列車アディロンダック…1日1往復停車
バーモント州ラトランドとニューヨーク間の昼行中距離列車イーサン・アレン・エクスプレス号…1日1往復停車
ニューヨーク州ナイアガラフォールズとニューヨーク間の昼行中長距離列車エンパイア・サービス…1日2往復停車（ナイアガラフォールズ (ニューヨーク州)まで運行する便が当駅に停車）

## バス
当駅から乗車できるバスは以下の通り。
市内交通は、キャピタル・ディストリクト交通局 (CDTA)が担っている。